# Ministre chargé de la Relance
Le gouvernement français peut avoir un ministre chargé de la Relance.
Durant une crise économique, il est chargé de la politique de relance. Ainsi, Patrick Devedjian met en œuvre le plan de relance économique de la France de 2008-2009 après la crise économique mondiale des années 2008 et suivantes. Bruno Le Maire met en œuvre le plan « destiné au redressement de l'économie française à la suite de l'épidémie de covid-19 ». Ce plan est en partie financé par un plan au niveau européen.
Ce ministre n’a pas autorité sur une administration propre, c'est une administration de mission (par opposition à un ministère classique qui constitue une administration de gestion, selon la distinction établie par Edgard Pisani en 1956),.

## Liste des titulaires
| Ministre                      | Ministre                      | Ministre                      | Intitulé                                                                           | Parti                         | Gouvernement                  | Début                         | Fin                           |                               |                               |
| Présidence de Nicolas Sarkozy | Présidence de Nicolas Sarkozy | Présidence de Nicolas Sarkozy | Présidence de Nicolas Sarkozy                                                      | Présidence de Nicolas Sarkozy | Présidence de Nicolas Sarkozy | Présidence de Nicolas Sarkozy | Présidence de Nicolas Sarkozy | Présidence de Nicolas Sarkozy | Présidence de Nicolas Sarkozy |
| ----------------------------- | ----------------------------- | ----------------------------- | ---------------------------------------------------------------------------------- | ----------------------------- | ----------------------------- | ----------------------------- | ----------------------------- | ----------------------------- | ----------------------------- |
|                               |                               | Patrick Devedjian             | Ministre auprès du Premier ministre, chargé de la Mise en œuvre du plan de relance | UMP                           | Fillon 2                      | 5 décembre 2008               | 14 novembre 2010              |                               |                               |
| Présidence d'Emmanuel Macron  |                               |                               |                                                                                    |                               |                               |                               |                               |                               |                               |
|                               |                               | Bruno Le Maire                | Ministre de l'Économie, des Finances et de la Relance                              | LREM                          | Castex                        | 6 juillet 2020                | 20 mai 2022                   |                               |                               |

### Décrets
Décrets relatifs à la composition du gouvernement ou aux attributions du ministre, parus au Journal officiel de la République française (JORF), sur Légifrance :
1. 1 2  Décret no 2008-1296 du 11 décembre 2008 relatif aux attributions du ministre auprès du Premier ministre, chargé de la mise en œuvre du plan de relance.
2. 1 2  Décret no 2020-871 du 15 juillet 2020 relatif aux attributions du ministre de l'économie, des finances et de la relance.
3. ↑  Décret du 5 décembre 2008 relatif à la composition du Gouvernement.
4. ↑  Décret du 6 juillet 2020 relatif à la composition du Gouvernement.

### Autres sources
1. ↑  « Le fonds pour la réforme de l'Etat », sur senat.fr.
2. ↑  Pisani E. Administration de gestion, administration de mission. Revue française de science politique 1956, avril-juin : 315-30.